# Copa Ibérica de fútbol de 1991
La Copa Ibérica de fútbol de 1991 fue la 3ª edición del torneo. Los clubes participantes fueron el Atlético de Madrid, campeón de la Copa del Rey y el Benfica que había conquistado la Liga Portuguesa.
Se disputó a doble partido, la ida se jugó el 7 de agosto en el Estádio da Luz en Lisboa y el partido de vuelta, el 13 de agosto en el Estadio Municipal de Marbella, debido a un acuerdo del presidente del club rojiblanco y también alcalde de la localidad, Jesús Gil y Gil, con el presidente del Atlético Marbella para ceder la recaudación al equipo malagueño.
El Atlético de Madrid fue campeón tras empatar 1 a 1 en la capital portuguesa y ganar 3 a 2 en Marbella.

## Clubes participantes
| España   |  | Club Atlético de Madrid |  | Campeón de la Copa del Rey de fútbol       |
| Portugal |  | Benfica de Lisboa       |  | Campeón de la Primera División de Portugal |

## Resultados

### Partido de ida
| 7 de agosto de 1991 | Benfica de Lisboa | 1:1 (1:0) | Atlético de Madrid | Estádio da Luz, Lisboa               |                                      |
|                     | Pacheco 48'       |           | Donato 83'         | Árbitro(s): Jorge Coroado (Portugal) | Árbitro(s): Jorge Coroado (Portugal) |

### Partido de vuelta
| 13 de agosto de 1991         | Atlético de Madrid                 | 3:2 (0:2) | Benfica de Lisboa        | Estadio Municipal de Marbella, Málaga                                  |                                                                        |
|                              | Losada 53' Schuster 85' Losada 89' |           | Magnusson 27' Víctor 30' | Asistencia: 9000 espectadores Árbitro(s): Hernández Velázquez (España) | Asistencia: 9000 espectadores Árbitro(s): Hernández Velázquez (España) |
| Campeón por un global de 4-3 |                                    |           |                          |                                                                        |                                                                        |

| España                                 |
| Campeón Atlético de Madrid 1.er título |